# Masserberg
Masserberg är en kommun och ort i Landkreis Hildburghausen i förbundslandet Thüringen i Tyskland.